# Inge I. Švédský

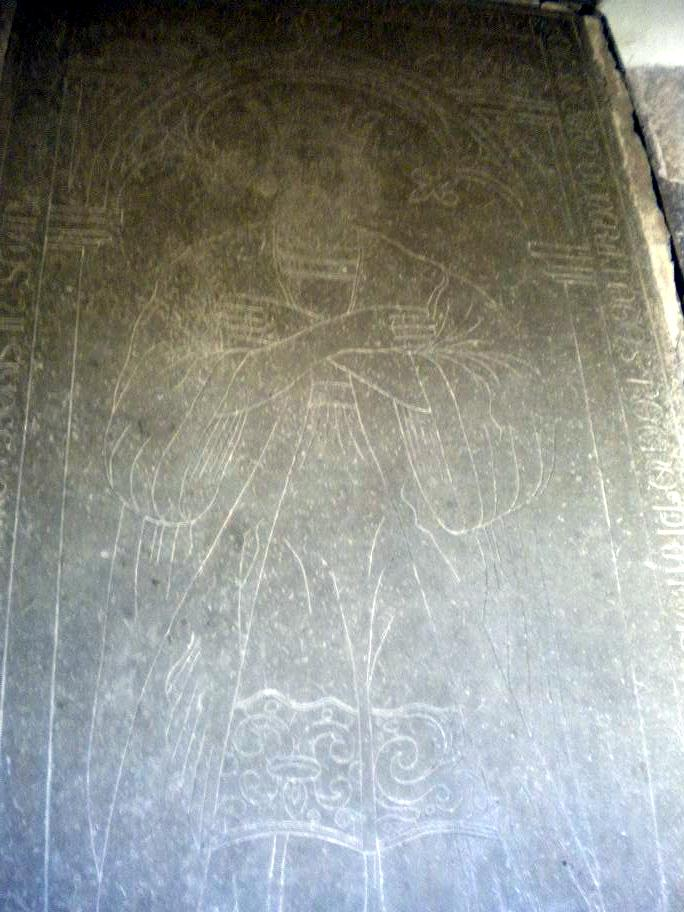
Králův náhrobek (klášter Varnhem)

Inge I. (někdy se uvádí jako Inge Stenkilsson) byl švédským králem v letech 1079–1084 a v letech 1087–1105, syn krále Stenkila a Ingamoder Emundsdotter.

## Vláda
Mohl vládnout už společně se svým bratrem Halstenen Stenkilssonem: Řehoř VII. v roce 1081 adresoval svůj dopis dvěma švédským králům s iniciálami A a I (rege wisigothorum). Iniciála „A“ ovšem může odkazovat i na Haakona Rudého, takže Inge mohl být spoluvladařem Haakona. Jeho spoluvládnutí s Halstenem zmiňuje i v Sáze o Hervaře (Hervarar saga).
Inge byl vroucím křesťanem, který stavěl nové kostely a jmenoval biskupy, avšak nerespektoval staré pohanské švédské zvyky, které ustanovili a dodržovali předchozí králové, odmítal provádět dle tradičního zvyku obřady v pohanském chrámu v Uppsale a veřejně se hlásil ke křesťanství. To vedlo k povstání, které mělo své jádro v Uppsale, hlavním městě švédských králů v provincii Svealand, kde lid provolal králem Ingeho švagra Svena, který se dle Ságy o Hervaře nabídl místo Ingeho provádět náboženské rituály v Uppsale a dodržovat pohanské zvyklosti, pokud jej lid prohlásí králem (proto je zván Blot-Sven neboli „Sven Obětník“), zatímco Inge byl rozhněvaným davem z Uppsaly vyhnán a uprchl do západního Götlandu (Västergötland), avšak Svenova vláda netrvala dlouho.
Po několika letech se vždy v Uppsale konaly velké pohanské slavnosti. V roce 1087 Inge přijel zpět do Staré Uppsaly, kde se svými muži uprostřed těchto slavností obklíčil síň Blot-Svena, kterou potom zapálil. Když král Sven vyběhl z hořící síně ven, byl okamžitě zabit. Toto je pravděpodobně den, kdy byl zničen i pohanský chrám v Uppsale, které bylo náboženským centrem staré víry celého Švédska (a možná celé Skandinávie). Inge se chopil zpět svého trůnu a přesunul královské sídlo do západního Götlandu, které bylo více pokřesťanštěno a kde měl větší podporu obyvatel, takže ke christianizaci celého Švédska mu již nestálo nic v cestě. Blot-Sven je obecně považován za posledního pohanského krále Švédska. Nezanechal po sobě žádného následníka, ale podle některých teorií mohl mít jednoho syna Erika Årsälla, který mohl být jeho faktickým nástupcem a vládnout pohanským územím mimo Ingeho kontrolu, ale jeho existence bývá zpochybňována. Nelze také vyloučit, že Svenovi potomci mohli být zabiti krátce po jeho vlastní vraždě.
Během druhé části své vlády Inge bojoval s norským králem Magnusem III., se kterým však v roce 1101 uzavřel mír, za kterého při té příležitosti provdal svou dceru. Po jeho smrti se králi stali synové Ingeho bratra Halstena Stenkilssona, Filip a Inge II.

## Rodina
Ingeho manželkou byla Helena, sestrou Blót-Svena. Společně s ní založil klášter Vreta. Ingeho syn Ragnvald nejspíš zemřel ještě před svým otcem. Ingeho potomky byli:
- Kristina Ingesdotter
- Ragnvald, možná Ragnvald Knaphövde.[4]
- Markéta Fredkulla, manželka Magnuse III. Norského a poté Nielse Dánského
- Kateřina Ingesdotter